# Clavus (chi ốc biển)
Clavus là một chi ốc biển nhỏ, là động vật thân mềm chân bụng sống ở biển trong họ Drilliidae.

## Các loài
Theo Cơ sở dữ liệu sinh vật biển (WoRMS) các loài sau với danh pháp hợp lệ được xếp vào chi Clavus:
- Clavus acuminata
- Clavus aenigmaticus Wells, 1991
- Clavus aglaia (Dall, 1918)
- Clavus auriculifera Lamarck
- Clavus beckii (Reeve, 1842)
- Clavus bilineata (Reeve, 1845): mentioned in OBIS as Clavus bilinieatus [3]
- Clavus cadenasi (Clench & Aguayo, 1939)
- Clavus canalicularis (Röding, 1798)
- Clavus candens (Smith E. A., 1879)
- Clavus cantharis (Reeve, 1845)
- Clavus clara (Reeve, 1845)
- Clavus clavata (Sowerby II, 1870)
- Clavus coffea (Smith E. A., 1882)
- Clavus cygnea (Melvill & Standen, 1897): mentioned in OBIS as Clavus cygneus [4]
- Clavus ebur (Reeve, 1845)
- Clavus enna (Dall, 1918)
- Clavus exasperata (Reeve, 1843)
- Clavus exasperatus (Reeve, 1843)
- Clavus exilis (Pease, 1868)
- Clavus flammulatus Montfort, 1810
- Clavus formosa (Reeve, 1846)
- Clavus fulva (Hinds, 1843): mentioned in OBIS as Clavus fulvus [5]
- Clavus glaucozona Kilburn & Dekker, 2008
- Clavus groschi Kilburn, 1988
- Clavus hewittae Wells, 1991
- Clavus inclinata (Sowerby, 1893)
- Clavus infrafusca (Sowerby, 1893)
- Clavus infuscatus Kilburn & Dekker, 2008
- Clavus johnsoni (Bartsch, 1934)
- Clavus laeta (Hinds, 1843): mentioned in OBIS as Clavus laetus [6]
- Clavus lamberti (Montrouzier, 1860)
- Clavus maravignae
- Clavus mighelsi Kay, 1979
- Clavus nodifera (Pease, 1860)
- Clavus nodulosa (Pease, 1863)
- Clavus occiduus Wells, 1991
- Clavus opalus (Reeve, 1845)
- Clavus paroeca (Melvill, 1923)
- Clavus pica (Reeve, 1843)
- Clavus powelli Kay, 1979
- Clavus pulchella (Reeve, 1845)
- Clavus pulicarius Wells, 1991
- Clavus pusilla (Garrett, 1873)
- Clavus putillus (Reeve, 1845)
- Clavus quintuplex (Melvill, 1927)
- Clavus rissoiniformis Kay, 1979
- Clavus suduirauti Bozzetti, 1997
- Clavus unizonalis (Lamarck, 1822)
- Clavus vibicinus (Helbling, 1779)
- Clavus vidua (Reeve, 1845): mentioned in OBIS as Clavus (Clavus) viduus [7]
- Clavus wilmeri (Smith E. A., 1879)

Cơ sở dữ liệu động vật thân mềm Ấn Độ-Thái Bình Dương bổ sung các loài sau:
- Clavus aeneus (Hedley, 1922)
- Clavus berenice (Dall, 1918)
- Clavus costatus Hedley, 1922
- Clavus fusconitens (Sowerby, 1901)
- Clavus siebenrocki (Sturany, 1903)

Phân chi Clavus
- Clavus intermaculatus (E. A. Smith, 1879)

## Hình ảnh

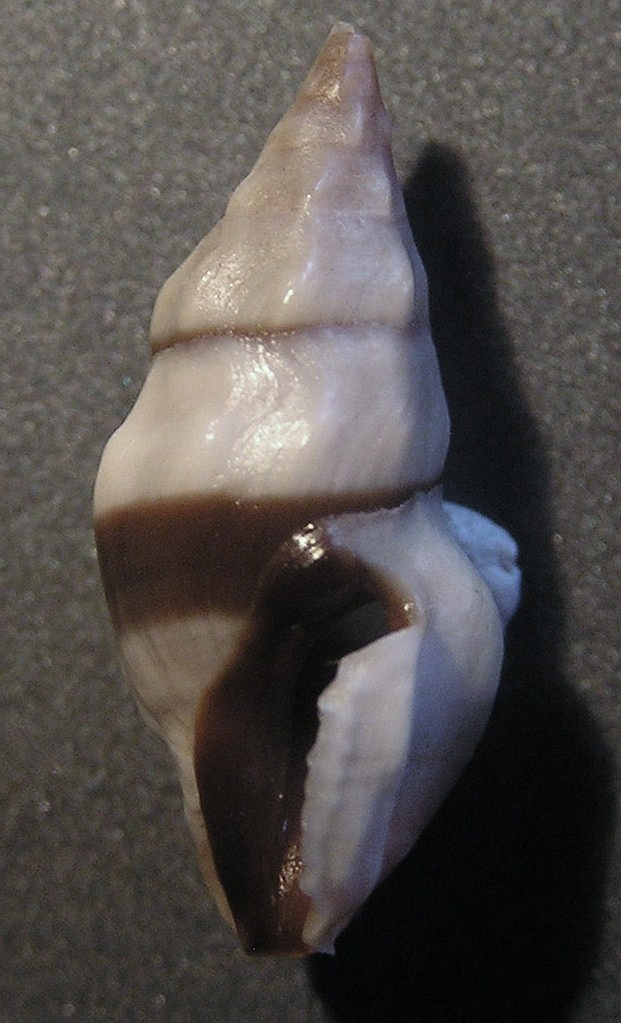
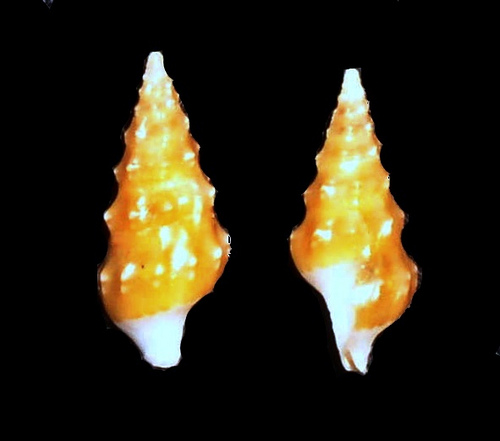
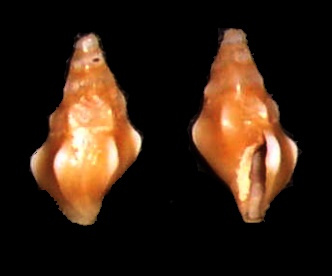